# Lunnamossens naturreservat
Lunnamossen är ett naturreservat i Södra Unnaryds socken i Hylte kommun i Småland (Hallands län).
Reservatet är 114 hektar stort, skyddat sedan 2013 och ingår i Natura 2000. Det är beläget en kilometer nordost om Unnaryd.

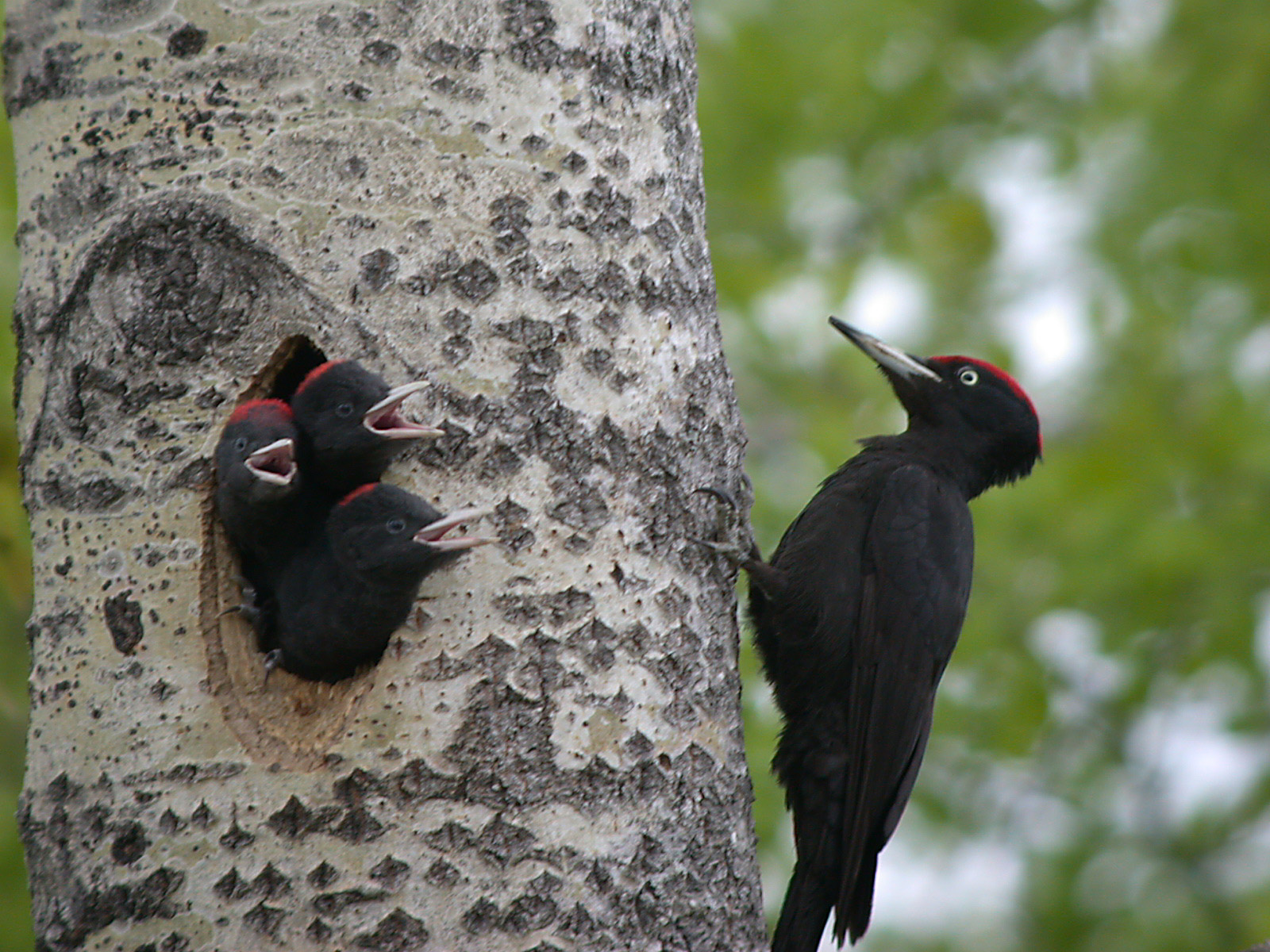
vänsterSpillkråka

Området består av kärr, myrholmar, sumpskogar och omgivande fastmarksskogar. Myren är öppen och relativt blöt och har både höljor och dråg. Nästan hela mossen kantas av sumpskogar. På myrholmarna växer gammal tallnaturskog. Inom området finns gott om torrakor, lågor och vindfällen. Omgivande marker har ett rikt djurliv men på mossen domineras djurlivet främst av fågelarter. Där finns både orre, tjäder, hackspettar, spillkråka och ljungpipare.